# لجنة اليتيم العربي (حيفا)
لجنة اليتيم العربي في حيفا هي لجنة إغاثة تأسّست عام 1940، من قبل قادة فلسطينيين، وهي أحد المشاريع الاقتصادية الفلسطينية البارزة في فترة الانتداب البريطاني على فلسطين. اتّخذت لجنة اليتيم العربي نشاطًا مُختلفًا لتمويل مشاريعها، فنظّمت مشروع «يانصيب اليتيم العربيّ».
انطلقت العديد من المشروعات الاقتصادية الفلسطينية في فترة الانتداب البريطانيّ على فلسطين وحملت العديد من الشعارات والطرق لبناء مشروعاتها كصندوق الأمّة، أو شركات تجارية كسلطي ليمتد وقرمان.
من بين هذه المشروعات المميّزة والمُختلفة في أهدافها وطريقة نشرها وعملها هي شهد أوجه عام 1947 في مشروعٍ كبيرٍ حيث خُصِّصَ لبناء وإنشاء معهد صناعيّ في حيفا لأيتام العرب.

## الجلسة الأولى للجنة اليتيم العربي[2]
في الجلسة الأولى للجنة قررت لجنة اليتيم العربية في حيفا أن تتوجه بهذا النداء إلى الشعب العربي لمؤازرة هذا المشروع الخيري الذي يتوقف نجاحه على مناصرة جميع أفراد الشعب العربي وبذلك نكون قدمنا بواجبنا نحو اليتيم العربي.
وتنشر اللجنة بين حين وأخر البيانات اللازمة ليقف الشعب العربي على مدى تقدم هذا المشروع وطرق تنفيذه بعد إحصاء عدد الأيتام في لواء حيفا
**ترسل التبرعات باسم لجنة اليتيم العربية في حيفا: صندوق البريد (318) حيفا.

## بيان لجنة اليتيم العربي بحيفا _ أرقام قياسية في أسبوع اليتيم[2]
في ختام أسبوع اليتيم العربي الذي بدا في 30 أيار وختم في 5 حزيران 1943 أظهرت البيانات أن الأسبوع انتهى على خير ما يحبه كل بار محسن، وقد جاء دليلاً على وعي قومي متين، وكان مفخرة من مفاخر العرب للبلد كلها حتى بات وكأنه عيد قومي سيقام في كل عام.
وتذكر اللجنة أن دخل أسبوع اليتيم الصافي بلغ 12510 جنيهات و362 ملا (نوع عملة) ماعدا الأرض المتبرع بها والتي تقدر مساحتها ب 15 دونما، وكانت التبرعات النقدية 11235 جنيهًا و320 ملا ودخل حفلات أسبوع اليتيم 1275 جنيها و42 ملا. وهكذا استطاعت اللجنة ان تجمع في أسبوع مبلغًا يعتبر رقمًا قياسيًا في كرم أكبر عدد ممكن من افراد الشعب.

## أسبوع اليتيم الرابع[2]
أقامت لجنة اليتيم العربي في حيفا (أسبوع اليتيم الرابع) في العاشر من تشرين الثاني 1946 وقد تأخر هذا الأسبوع التقليدي عن موعده لأسباب قاهره أهمها قيام اللجنة اليانصيب الخيري الكبير، الذي أصبح أيضا يحمل طابع اللجنة الخاص ويؤلف موردًا دائمًا من مواردها المالية.
أسر اللجنة أن ترى أن (أسبوع اليتيم الرابع) هذا بالنسبة إلى الظروف التي أقيم بها. فقد أصبح ناجحا لا يقل نجاحا عن الأسابيع التي إقامتها اللجنة في السنوات الغابرة.

## يانصيب اليتيم العربي[1]
بدأت حملة يانصيب اليتيم العربي عام 1947 لمساعدة لجنة اليتيم العربي في حيفا، فخصصت مساحات خاصّة في الصحف والمجلّات التي صُدِرَت آنذاك من أجل دعم الحملة وحثّ الناس على المُشاركة فيها وشراء التذاكر لدعم الحملة وإقامة المعهد.
اختتمت الحملة يوم 27.04.1947، في حفل مهيب في دار السينما في عمّان، فعجّت القاعة بالوافدين من مُختلف الأوساط، يتقدّمهم الوزراء ووجهاء عمّان وكبار رجالها، وامتلأت الشرفات بعدد من السيدات والأوانس، هذا ما تشير إليه صحيفة الدفاع، في عددها الصادر في اليوم التالي، مُشيرة أيضًا إلى أنّ أعضاء لجنة اليتيم العربيّ بحيفا وعلى رأسهم السيّد محمد البرادعي العباسيّ والسيّد وصفي بسيسو استقبلوا المدعوين.

## على ماذا اعتمدت الإعلانات ليانصيب اليتيم العربي[1]
-اعتمدت الاعلانات أحيانًا على اثارة الأمل لدى المتلقي بمستقبل أفضل
-وأحيانًا من خلال إثارة مشاعره اتّجاه شرائح اجتماعية بعينها، كإثارة العمّال، أو اثارة مشاعر الأمومة، أو اثارة مشاعر المسؤوليّة الاجتماعيّة

## ماذا حصل للجنة اليتيم العربي بعد عام[1]1948
بعد عام 1948 انتقلت الجمعيّة لعمّان حيث أعيد تأسيسها عام 1949، ونظرًا لتزايد عدد الأيتام والمُحتاجين، قامت اللجنة بفتح فرع خاصّ في القدس عام 1965. وما تزال الجمعيّة تمارس عملها ما بين القدس وعمّان حتى يومنا هذا.